# ماثيو أوكونور
ماثيو أوكونور (29 أبريل 1984 في كندا - ) هو لاعب كرة قدم كندي في مركز الدفاع. شارك مع منتخب كندا تحت 17 سنة لكرة القدم ومنتخب كندا تحت 20 سنة لكرة القدم. أما مع النوادي، فقد لعب مع رويال ريسينغ كلوب مونتينييه وToronto Lynx ‏ وBrampton City United FC ‏ وPalm Beach Pumas ‏ وCalgary Mustangs (USL) ‏ وHamilton Thunder ‏ وDAC Nádorváros ‏ ونادي فالنسيا (المالديف) وYork Region Shooters ‏.

## وصلات خارجية
- ماثيو أوكونور على موقع قاعدة بيانات كرة القدم.إي يو (الإنجليزية)
- ماثيو أوكونور على موقع قاعدة بيانات كرة القدم.إي يو (الإنجليزية)